# Arie Andries Kruithof
Arie Andries Kruithof (Zeist, 1909 — Son en Breugel, 1993) foi um físico neerlandês.
Foi professor de física aplicada da Universidade Técnica de Eindhoven.
Kruithof estudou física na Universidade de Utrecht, onde obteve o doutorado em 1934, orientado por Leonard Ornstein.